# Wesniwka (przystanek kolejowy)
Wesniwka (ukr. Веснівка) – przystanek kolejowy w miejscowości Wiosnówka, w rejonie tarnopolskim, w obwodzie tarnopolskim, na Ukrainie. Położony jest na linii Tarnopol – Stryj.